# Paul Heyman
Paul Heyman (11 de setembre de 1965), és un ex-comentarista, promotor, productor, anunciant, manager, escriptor, maquetista, lluitador de lluita lliure ocasional i home de negocis de l'entreteniment americà que treballa actualment per la WWE a la marca Raw. És conegut per haver sigut el creador i la força creativa de la desapareguda marca ECW (Extreme Championship Wrestling).

## Biografia
Paul Heyman va néixer a Nova York. La seva mare, Sulamita, d'origen jueu i una supervivent de l'Holocaust, va morir al 27 de febrer del 2009 als 81 anys. El seu pare, Richard Simon Heyman va morir als 87 anys al 25 de juny del 2013. Paul Heyman és pare de dos fills.
A més, és actor de manera ocasional i ha fet col·laboracions a pel·lícules, videojocs, etcétera.
També és publicista i ha protagonitzat anuncis per la World Wrestling Entertainment, i va ésser comentarista parcial a la WWF, i especialment a la marca abans coneguda com a "Raw Is War!".

## Com a Manager al Wrestling
Paul Heyman ha sigut el manager dels següents lluitadors professionals. No hi són tots, però s'hi destaquen alguns.

### Lluitadors destacats administrats per Paul Heyman (o "Paul Heyman Guys")
- CM Punk
- Kurt Angle
- Mark Callous
- The Big Show
- Rob Van Dam
- Sabu
- Charlie Haas
- Heidenreich
- Tazz
- Test
- Stone Cold Steve Austin
- Brock Lesnar (2013-present)

### Sobrenoms de Paul Heyman a la WWE
- "The Mad Scientist"
- "The Rabbi Of The Revolution"
- "Paulrus"
- "The One Behind The One in 23-1" (Fent referència al final del récord de victòries que va tenir el The Undertaker a Wrestlemania)

### Cançó actual d'entrada al ring
- "Next Big Thing (Remix)" by Jim Johnston (com a manager de Brock Lesnar; 23 de gener del 2013-present)

### Altres
- "This is extreme" (A la ECW)
- "Balls to the Wall" del grup Accept